# ورنگل
شهر وارانگل (به انگلیسی: Warangal) با جمعیت ۵۸۸٫۹۴۴ نفر در ایالت آندرا پرادش در کشور هند واقع شده است.